# Nové spojení II
Nové spojení II, oficiálním názvem „Nové spojení II. etapa, městský železniční tunel“, někdy také „Metro S“, je projekt výstavby železničních tunelů pod Prahou, které povedou z pomezí Karlína, Žižkova a Vinohrad přes hlavní nádraží na Smíchov a do Vršovic. Tento projekt je hlavním prvkem dalšího zamýšleného postupu při řešení železniční dopravy v centru Prahy (po realizovaném Novém spojení). Tunely, které mají být vybudovány v letech 2035 až 2047, budou využívány příměstskými vlaky systému Esko Praha.

## Historie záměru

### První návrhy
V dubnu 2008 se radní pro územní rozvoj Prahy 1 Filip Dvořák (ODS) postavil proti tomu, aby rychlodráha z Kladna a od letiště Praha-Ruzyně končila na Masarykově nádraží, a navrhl, aby z Negrelliho viaduktu pokračovala tunelem na nová, podzemní nástupiště hlavního nádraží s případnou zastávkou u autobusového nádraží Florenc. Jako vzory fungujících patrových nádraží byly jmenovány Petrohrad, Berlin Hauptbahnhof a plánované přesunuté Brno hlavní nádraží. Náklady na výstavbu tunelu odhadl na 2 miliardy Kč, přičemž uvedl, že by měly být uhrazeny z výnosů za prodej pozemků rušeného nádraží.
Návrh na spojení letiště s hlavním nádražím podpořil městský radní pro dopravu Radovan Šteiner. Ministerstvo dopravy nechalo vypracovat studii tunelu navazujícího na hlavním nádraží opačným směrem na Smíchov se stanicí pod Karlovým náměstím, ten však Šteiner označil za nesmírně drahý.

### Představení projektu veřejnosti
Záměr výstavby tunelu z Karlína na Smíchov představili veřejnosti zástupci města Prahy (radní Martin Langmajer) a Českých drah (ředitel nemovitostních projektů ČD Karel Tabery) dne 1. září 2008, u příležitosti otevření tzv. Nového spojení. Výstavba tunelu byla dávána do souvislosti nejen s tranzitními koridory, ale i s úvahami o zrušení Masarykova nádraží a centralizace železniční dopravy do jednoho dopravního uzlu, přičemž kolejiště hlavního nádraží by bylo přestavěno na dvoupatrové nebo by jej na regionálních spojích nahradila nedaleká podzemní zastávka Opera. Tunel měl vést ve směru III. tranzitního železničního koridoru, na hlavním nádraží a v Karlíně s návazností na I. a IV. koridor, a řešil by tak problematiku úzkého hrdla, jímž je nyní pro železniční dopravu Nuselské údolí.
V roce 2020 byl záměr oživen a popularizován pod názvem „metro S“, přičemž byl rozšířen o druhou větev k nuselskému náměstí Bratří Synků. Uvažovalo se o vzniku pěti nových podzemních stanic: centrální zastávka Opera, Florenc, Karlovo náměstí, Smíchov a Náměstí Bratří Synků.. V roce 2022 dominantní („Prahou preferovaná“) varianta počítala s vytvořením dvou tunelů napojených na stávající železniční tratě, obou vedených od Florence skrz centrální zastávku Václavské náměstí (dříve Opera) pod budovou Státní opery – jeden z nich vedoucí na Smíchovské nádraží a druhý ke stanici metra D Náměstí Bratří Synků. Ve směru od Libně před zastávkou Florenc přibyla zastávka Karlín a mezi zastávkami Václavské náměstí a Náměstí Bratří Synků se uvažovalo o přidání zastávky Albertov (s poznámkou že vhodnost jejího zřízení bude ještě dále prověřena). Zastávky uvažované v dalších variantách byly také v prostoru Tylova náměstí nebo u Anděla nebo mají zastávky posunuté či pootočené pozice podle pospojování.

## Studie proveditelnosti
Správa železnic zveřejnila v červnu 2024 výsledky studie proveditelnosti železničního uzlu Praha, ve které byly představeny tři možné podoby železničních tunelů pod Prahou. Všechny tři varianty počítají s přesunem příměstské dopravy do nových tunelů a základním intervalem 7,5/15 minut. Deklarovaným účelem nových tunelů je posílit příměstskou dopravu, odlehčit dosavadním železničním tratím na povrchu a umožnit jejich využití pro vedení vysokorychlostních vlaků na hlavní nádraží. Koncepčně odlišné řešení prosazovala Hospodářská komora, která je pro vysokorychlostní trať pod zemí a příměstské vlaky na povrchu. Je také pro napojení Letiště Václava Havla na vysokorychlostní trať.

### Varianta N1
První varianta dostala název Obsluha území. Počítá s výstavbou dvou podpovrchových tratí (Negrelliho viadukt – Eden a Karlín – Smíchov) se společným čtyřkolejným úsekem mezi Hlavním nádražím a Václavským náměstím. Tunely by dosahovaly délky 17 475 metrů a jejich součástí by bylo šest podpovrchových stanic (Karlín, Hlavní nádraží, Václavské náměstí, Karlovo náměstí, Albertov a Náměstí Bratří Synků) a povrchová stanice Florenc.

### Varianta N2
Druhá varianta s názvem Rychlý průjezd zahrnuje dva zcela provozně oddělené tunely (Negrelliho viadukt – Vršovice a Karlín – Smíchov) o celkové délce 10 579 metrů a tři podpovrchové stanice (Karlín, Hlavní nádraží a Václavské náměstí). 

### Varianta N3
Třetí varianta s názvem Tradiční Opera přibližně odpovídá návrhům z let 2020 a 2022. Zahrnuje dvě podpovrchové tratě (Negrelliho viadukt – Eden a Karlín – Smíchov) o celkové délce 16 459 metrů a pět podpovrchových stanic (Karlín, Opera, Karlovo náměstí, Albertov a Náměstí Bratří Synků) a povrchovou stanici Florenc.

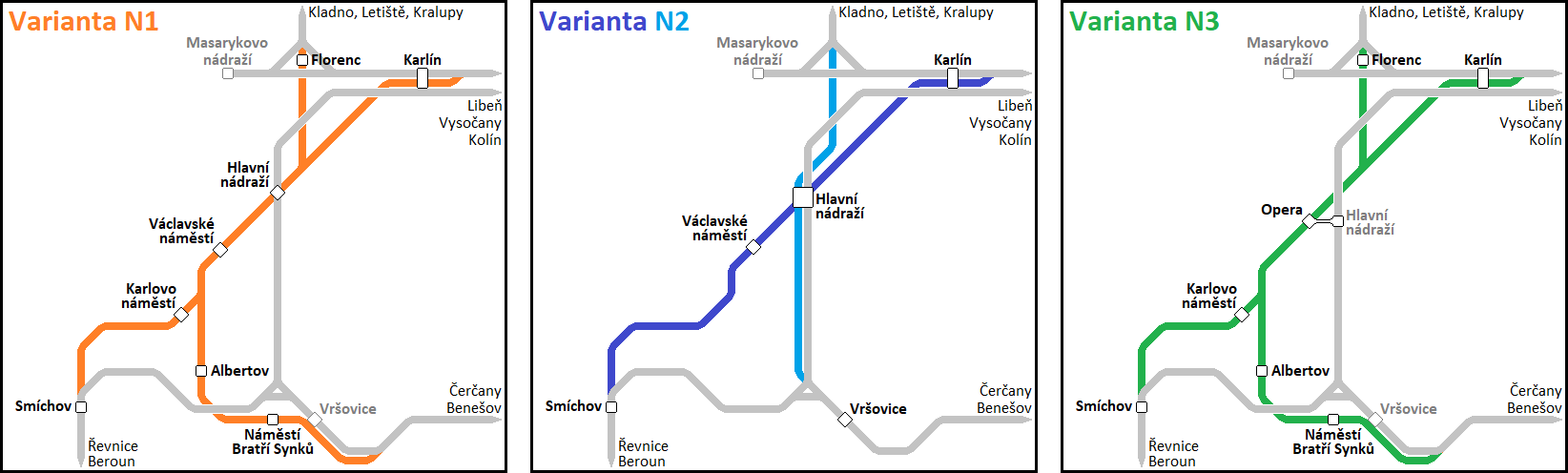
Schémata tří zvažovaných variant Nového spojení 2

## Schválená varianta
Centrální komise Ministerstva dopravy vybrala v lednu 2025 variantu N2, která byla po dohodě se Středočeským krajem doplněna o stanice Florenc a Karlovo náměstí. Dva tunely s kapacitou až 16 vlaků za hodinu v každém směru se budou křížit pod Hlavním nádražím, kde vznikne dvoupatrová přestupní stanice.

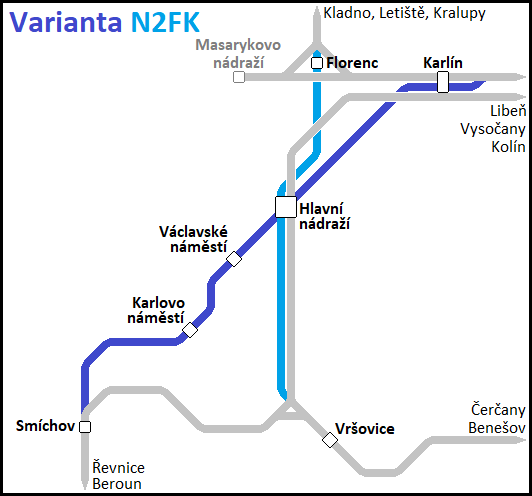
Schéma varianty N2FK

## Podobné projekty v jiných městech
V Polském městě Lodž se od roku 2019 realizuje podobný projekt s názvem Tunel średnicowy, který propojí stanice Łódź Fabryczna a Łódź Kaliska a umožní zavedení průjezdných vlaků. Další podobný projekt je Stuttgart 21 v Německu. Průjezdné spojení pro příměstskou železnici bylo již realizováno například v Mnichově (systém S-bahn), Lipsku, Stockholmu (systém Pendeltåg), Malmö (Systém Pågatåg) či Paříži (systém RER). Dalším příkladem je plánovaný brněnský Severojižní kolejový diametr.

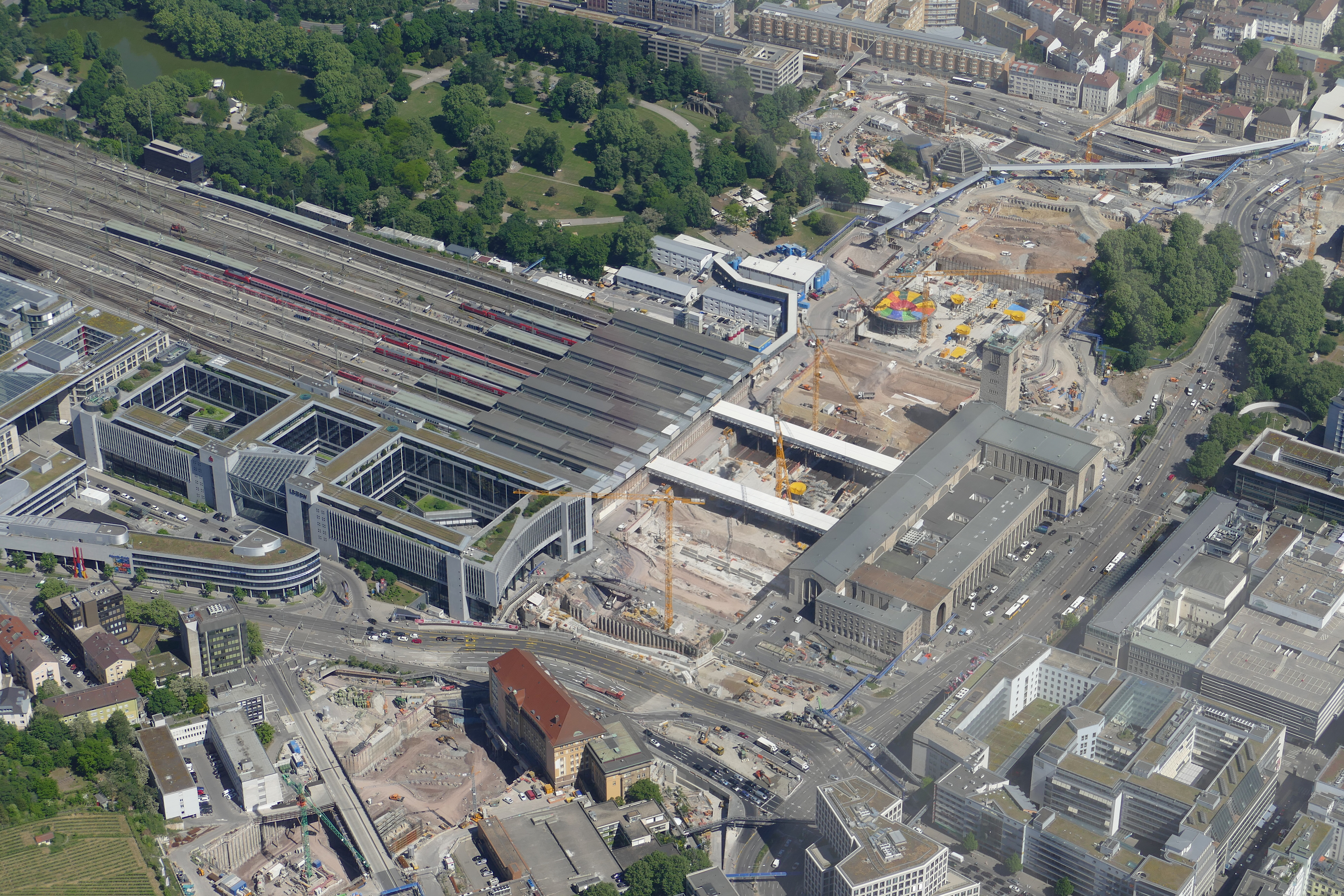
Výstavba projektu Stuttgart 21
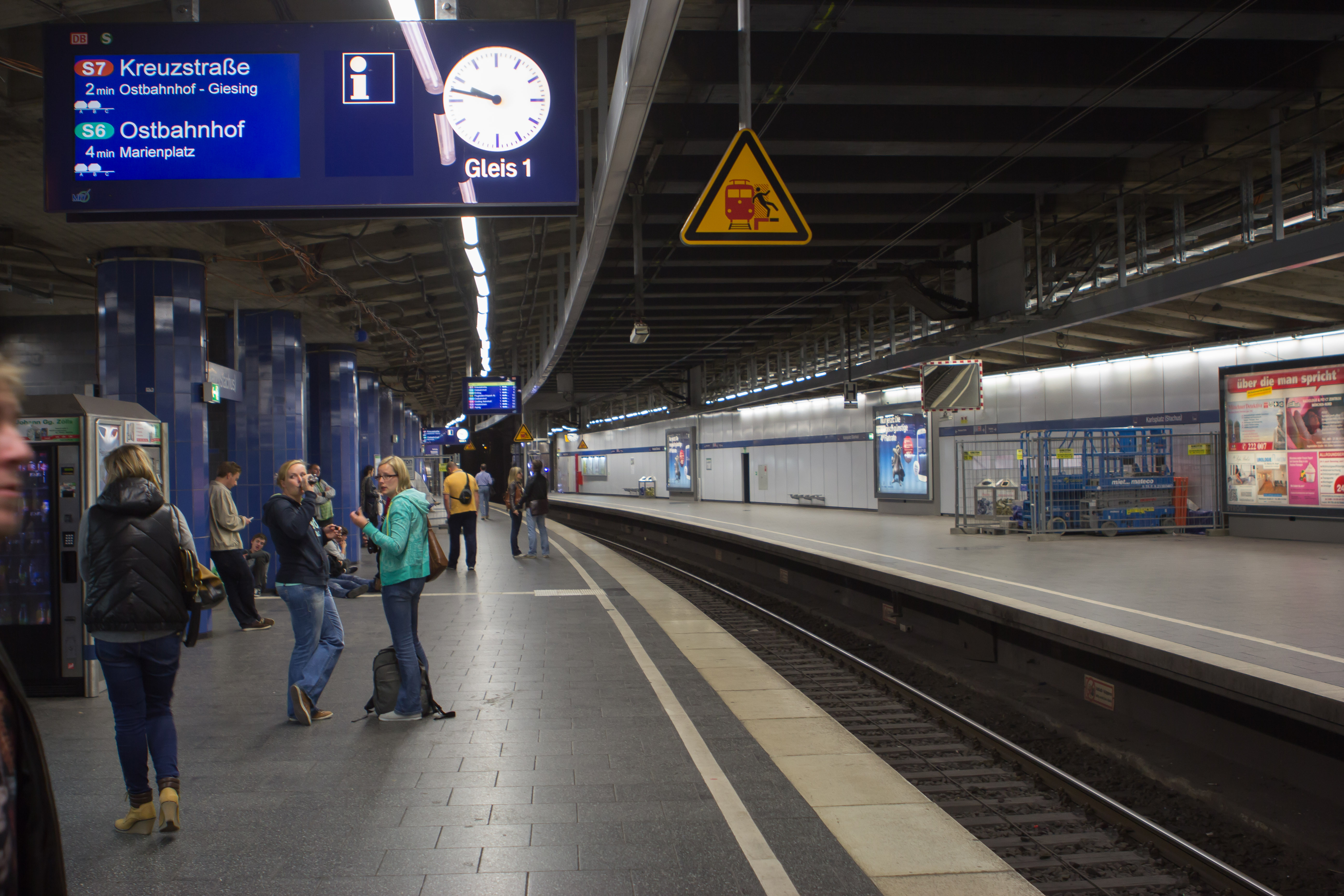
Podpovrchová stanice S-bahn v Mnichově
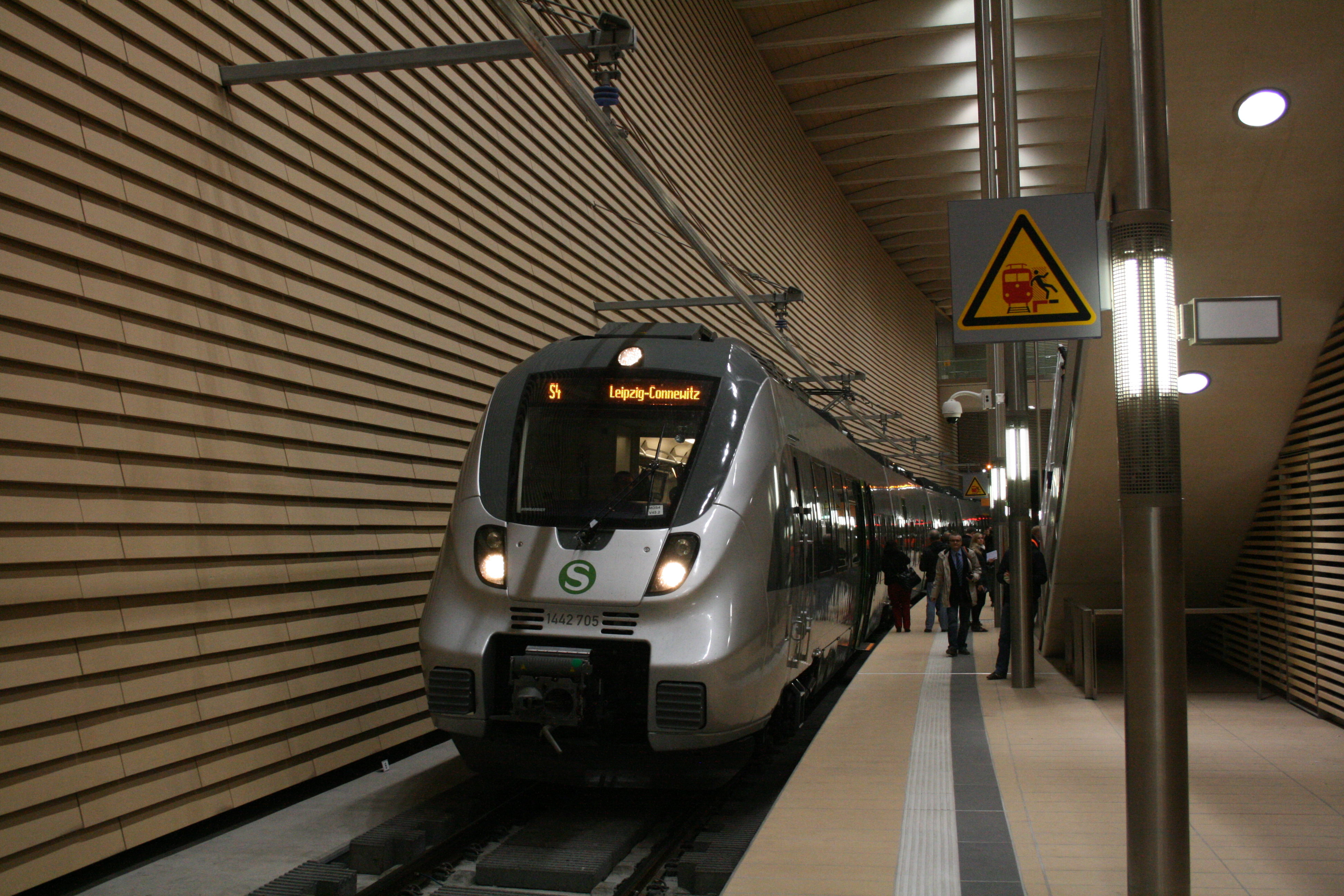
Podpovrchová stanice Markt v Lipsku
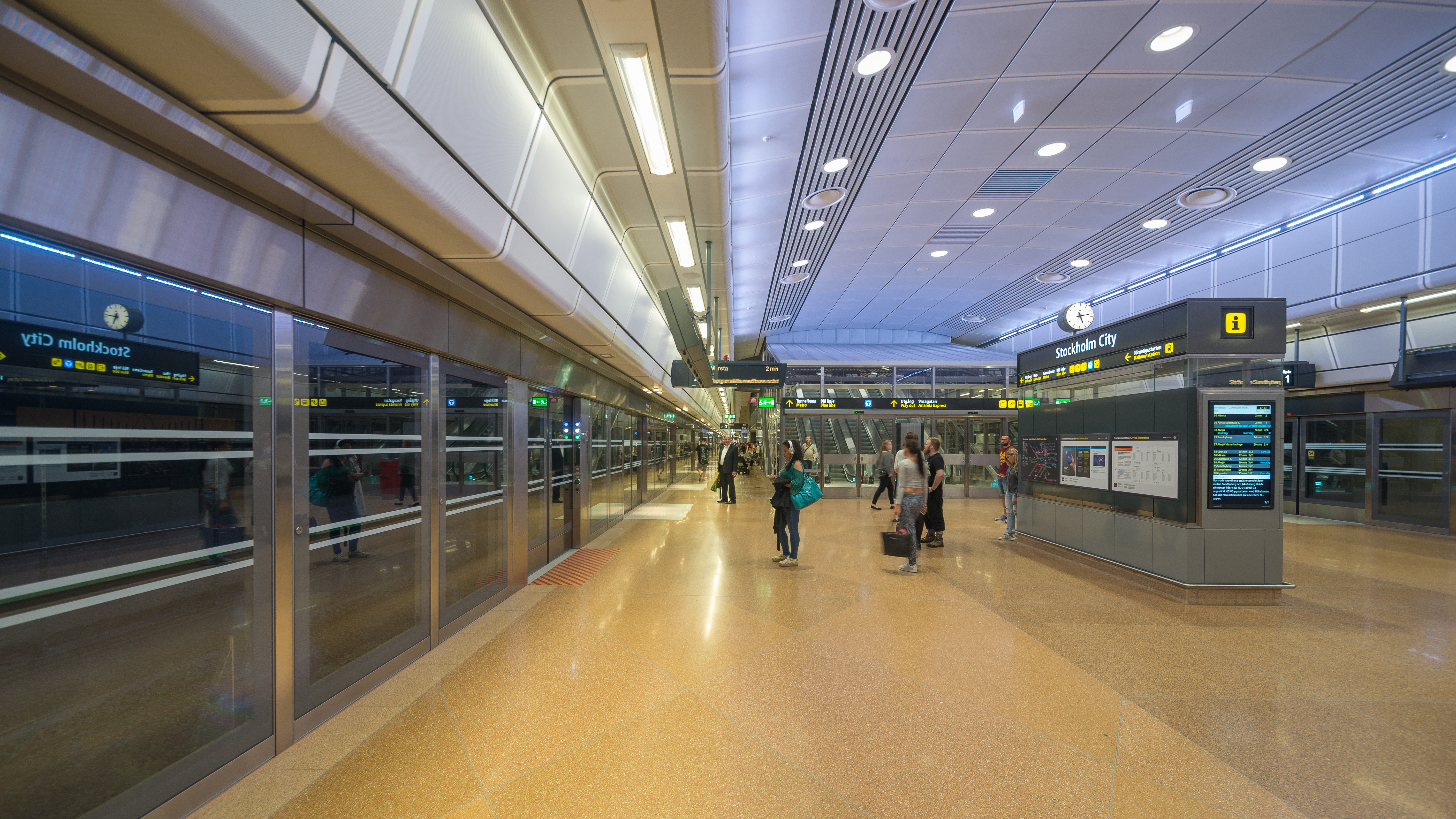
Podpovrchová stanice Pendeltåg Stockholm City
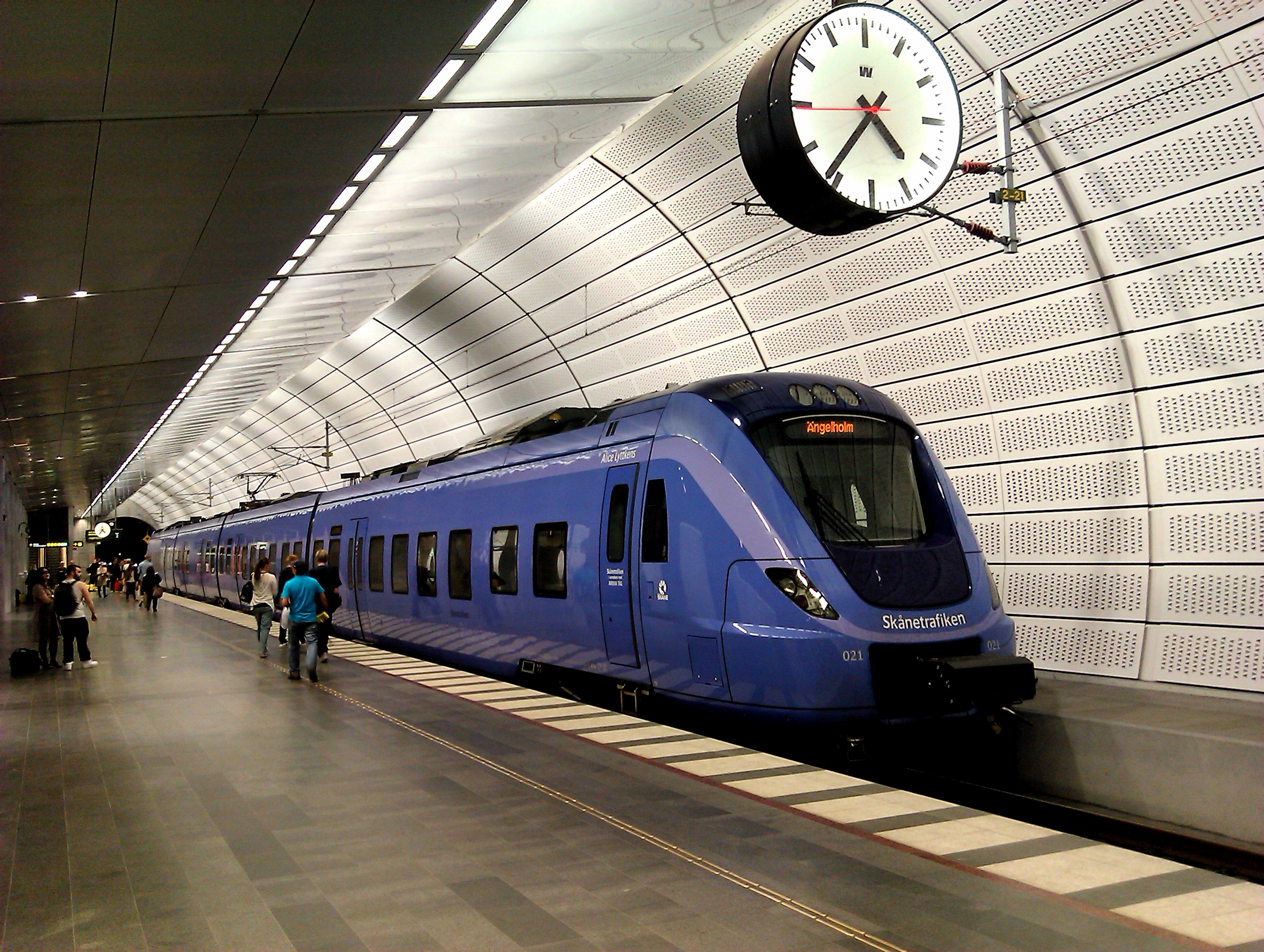
Městský tunel v Malmö
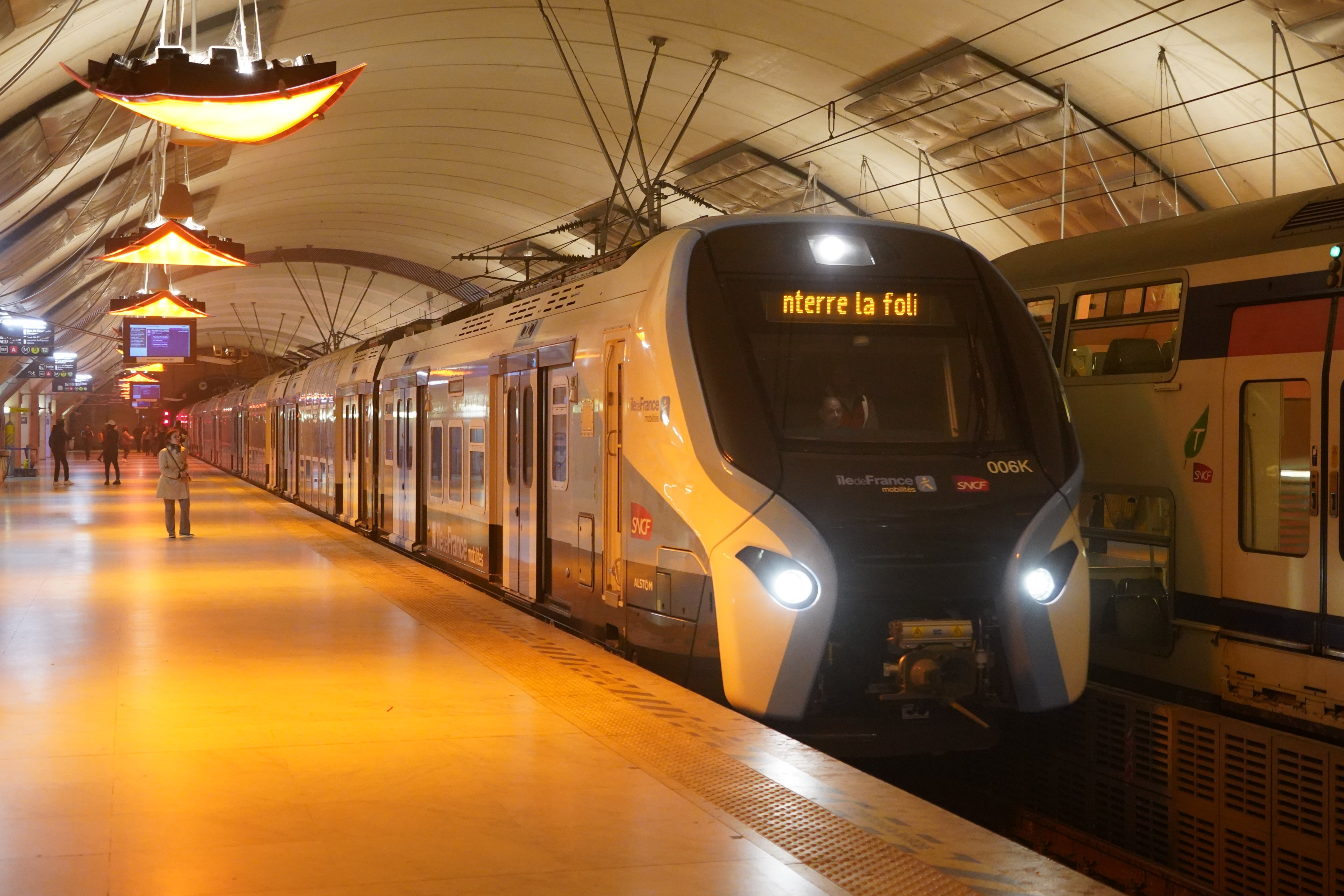
Patrová příměstská jednotka RER v Paříži